# Polizeiruf 110: Sabine
Sabine ist ein Fernsehfilm aus der Krimireihe Polizeiruf 110. Der vom Norddeutschen Rundfunk produzierte Beitrag ist die 390. Episode des Polizeiruf 110 und der 23. Fall der Ermittler Bukow und König. Die Erstausstrahlung erfolgte am 14. März 2021 im Ersten.

## Handlung
Nach dem Tod von Bukows Vater macht sich der Kommissar daran, dessen letzten Willen zu erfüllen: Er lädt eine Reihe von Personen zu einer Trauerfeier ein, darunter auch die gesamte Belegschaft von Bukows Kommissariat. Die Polizisten sind zunächst skeptisch, einer bekannten Größe des kriminellen Milieus die letzte Ehre zu erweisen, nehmen dann aber doch an der Feier teil.
Dort erscheint auch Bukows Halbschwester Melly Böwe, die König, mit der Bukow inzwischen auch privat liiert ist, nicht kennt. Es wird deutlich, dass es einen schweren Konflikt zwischen den Halbgeschwistern gibt: Bukow hatte sie in der Kindheit ausgenutzt und schlecht behandelt und sie während ihrer Schwangerschaft zur Abtreibung gedrängt. Aus dieser Situation floh die Schwester nach Westdeutschland und zog dort ihr Kind groß. Auch sie hat Karriere bei der Polizei gemacht, kann aber ihrem Bruder nicht vergeben.
Die physisch und psychisch ausgebrannte Sabine Brenner lebt mit ihrem Sohn Jonas am Existenzminimum und arbeitet über eine Zeitarbeitsfirma in der Kantine der Rostocker Arunia-Werft als Servicekraft. Das Unternehmen soll geschlossen werden, das Arbeitsamt macht ihr keine Hoffnung auf eine weitere Umschulung, die Bank zieht ihre EC-Karte ein, und der Energieversorger stellt ihr den Strom ab. Jonas’ Lehrerin an der Grundschule will ihm trotz seiner guten Noten keine Empfehlung für das Gymnasium geben, weil sie der Mutter nicht zutraut, ihn dort ausreichend zu unterstützen.
In ihrer Verzweiflung nimmt Brenner ihre Pistole, die sie aus ihrer Zeit als Mitglied der Betriebskampfgruppe der Werft besitzt, bringt es jedoch nicht fertig, sich damit zu erschießen. Als sie in dieser Situation mitbekommt, wie ihr Nachbar seine Frau zum wiederholten Mal misshandelt, folgt sie ihm beim Verlassen des Wohnhauses und erschießt ihn.
Bukow und König ermitteln im Umfeld der Siedlung und sprechen mit Nachbarn des erschossenen Opfers. Als König bei Brenner klingelt, öffnet sie nicht die Tür. König hinterlässt ihre Visitenkarte. Kommissar Pöschel besucht Brenner erneut und trifft sie in ihrer Wohnung an. Für ihn erscheint sie zunächst unverdächtig, auch weil sie ihn an seine eigene familiäre Situation mit einer hohen Arbeitsbelastung der Eltern erinnert. Thiesler hat inzwischen ermittelt, dass der Täter einen Pullover der Arunia-Werft trug, die Kommissare recherchieren daher im Umfeld des Toten, der auf dieser Werft gearbeitet hatte. Dort gibt es eine Auseinandersetzung zwischen der Belegschaft und der Geschäftsleitung, weil der Betrieb wegen Unwirtschaftlichkeit geschlossen werden soll, obwohl die Arbeiterschaft auf einen Teil ihres Lohns verzichtet hatte.
Bukow trifft sich mit seiner Halbschwester  und äußert sein großes Bedauern über sein schlechtes Verhalten ihr gegenüber. Er geht auf sie zu und fragt nach einem Bild ihres Kindes, für das er vor Jahren die Abtreibung organisiert hatte. Melly fasst Vertrauen und zeigt ihm Fotos ihres Kindes.
Brenner bekommt als Servicekraft mit, wie die Geschäftsleitung in den Verhandlungen mit dem Betriebsrat zur Rettung der Werft keine Rücksicht auf die Arbeitsplätze und das Leben der Beschäftigten nimmt und die wirtschaftliche Rendite des Unternehmens in den Vordergrund stellt. Einen Vorschlag des Betriebsrates nimmt die Geschäftsleitung nicht an.
Ein kleines Mädchen aus der Wohnsiedlung hatte Brenners Tat beobachtet und bittet sie um Hilfe, weil ihre Mutter sie und ihren Bruder misshandelt. Brenner fesselt die Mutter und ruft König zu dieser Wohnung, damit sich die Kommissare um das Problem und die vernachlässigten Kinder kümmern. König und Bukow, die mittlerweile Sabine Brenner verdächtigen, fahren zur Wohnung und befürchten, dass Brenner eine Mordserie plant. Es scheint zunächst so, als wäre auch der Leiter des Betriebsrates in Gefahr, weil die Belegschaft ihm mittlerweile nicht mehr vertraut. Sie tötet ihn allerdings nicht, sondern hinterlässt eine Nachricht auf seinem Anrufbeantworter mit der Aussage, „er sei schon tot“, weil er den Arbeitskampf nicht energisch genug geführt habe. Stattdessen erschießt sie den Geschäftsführer der Werft.
Brenner trifft sich mit ihrem Ex-Mann Mike auf einer Bank am Spielplatz, während ihr Sohn dort spielt. Sie bittet ihn, sich um Jonas zu kümmern und sich um einen Job zu bemühen. Jonas soll an der Klassenfahrt teilnehmen, deren Kosten Brenners Budget bei weitem übersteigen. Als ein Mann auf der Bank nebenan ihre prekäre Situation zynisch kommentiert, erschießt sie wenig später auch ihn.
Olli Schmattke, Brenners Berater bei der Bank, ist dafür verantwortlich, dass die Ersparnisse von Brenners Mutter durch riskante Geldanlagen verloren gingen. Brenner sucht Schmattke kurz nach Geschäftsschluss der Bankfiliale auf und erschießt ihn. Als Bukow und König eintreffen, hat Brenner sich und den Boden der Bankfiliale mit Grillanzünder übergossen und droht, sich und die Bank anzuzünden. Bukow und König versuchen, sie zur Aufgabe und dem Ablegen der Waffe und des entzündeten Feuerzeugs zu bewegen. In ihrer Wut schießt sie Bukow nieder und tötet danach sich selbst. Dabei wird der Grillanzünder entzündet, König zerrt Bukow aus den Flammen und eintreffende Sanitäter kümmern sich um die Erstversorgung.
Von der Schussverletzung noch beeinträchtigt, erfüllen Bukow und König am Strand der Ostsee den letzten Wunsch von Bukows Vater, seine Asche dem Meer zu übergeben.

## Rezeption

### Kritiken
Etliche Kritiker äußerten sich begeistert über den Film. Im Spiegel, wo er die höchstmögliche Bewertung von zehn Punkten erhielt, beurteilte Autor Christian Buß ihn als passend zu unserer Zeit, da er vor dem Hintergrund einer erst kürzlich statistisch festgestellten und durch die Corona-Pandemie verstärkten sozialen Ungleichheit mit Sabine eine Frau zeige, die in ihrer, der untersten Klasse gefangen bleibe. Der „Wahnsinnsplot“ gehe komplett auf, „weil sich die Verantwortlichen tollkühn in die Ambivalenzen des Stoffes schmissen, um sich im richtigen Moment trocken aus der Schnapsseligkeit und der Schmerzensfreude ihrer Protagonisten zu lösen.“
In der Süddeutschen lobte Holger Gertz den Film als eine sehenswerte Folge; den „Niedergang eines zum Rächer werdenden Menschen fast dokumentarisch zu begleiten“, wage ein Sonntagskrimi nur selten. Wie auch andere Kritiker fand Gertz für das Schauspiel der Darstellerin der Sabine lobende Worte. In der FAZ befand Heike Hupertz den Film als „realistisch gefilmt“ und als einen „herausragenden“ Rostocker Polizeiruf.
In der Schweriner Volkszeitung wird die 'hellseherische' Aktualität des Dramas vor dem Hintergrund der Schließung von Werften in Mecklenburg-Vorpommern, die Kameraführung von Tim Kuhn und die 'großartige Darstellung' von Luise Heyer des Überlebenskampfes, des Leids und der Agonie ihrer Figur Sabine Brenner gelobt.
Ganz anders hingegen das Urteil im Filmdienst, der ihn mit einem von fünf möglichen Sternen bewertete. Sabine sei ein „auf Klischeebilder menschlichen Elends reduzierter“ Krimi, der die in Selbstjustiz verübten Morde „als Resultat sozialer Ausgrenzung verstanden wissen“ wolle, sich damit aber „einer ernsthaften Auseinandersetzung mit den Problemlagen“ entziehe. Figuren und Plot blieben „durchweg unglaubwürdig.“

## Drehorte, Einschaltquoten und Auszeichnungen
Der Film wurde im August und September 2020 in Rostock, Nienhagen und Hamburg gedreht.
Die Erstausstrahlung von Sabine am 14. März 2021 wurde in Deutschland insgesamt von 8,17 Millionen Zuschauern gesehen und erreichte einen Marktanteil von 23,8 Prozent für Das Erste.
Der Film wurde mit dem Grimme-Preis 2022 im Wettbewerb Fiktion ausgezeichnet.
Luise Heyer erhielt für Sabine den Preis des Deutschen FernsehKrimi-Festivals 2021 für die beste Darstellerin.